# Дубов'язівська селищна рада
Дубов'я́зівська се́лищна ра́да — орган місцевого самоврядування в Конотопському районі Сумської області. Адміністративний центр — селище міського типу Дубов'язівка.

## Загальні відомості
- Населення ради: 4 540 осіб (станом на 2001 рік)

## Населені пункти
Селищній раді підпорядковані населені пункти:
- смт Дубов'язівка
- с-ще Білозерка
- с. Гамаліївка
- с. Коханівка
- с. Полтавка
- с. Сім'янівка
- с-ще Тополине

## Склад ради
Рада складається з 26 депутатів та голови.
- Голова ради: Марусиченко Тамара Петрівна
- Секретар ради: Скрипочка Людмила Олексіївна

### Керівний склад попередніх скликань
| Прізвище, ім'я, по батькові | Основні відомості                                                | Дата обрання | Дата звільнення |
| --------------------------- | ---------------------------------------------------------------- | ------------ | --------------- |
| Марусиченко Тамара Петрівна | Селищний голова, 1959 року народження, освіта вища, позапартійна | 26.03.2006   | 31.10.2010      |
| Марусиченко Тамара Петрівна | Селищний голова, 1959 року народження, освіта вища, позапартійна | 31.10.2010   |                 |

Примітка: таблиця складена за даними сайту Верховної Ради України

### Депутати
За результатами місцевих виборів 2010 року депутатами ради стали:

#### За суб'єктами висування
| Суб'єкт висування                                       | Кількість обраних депутатів | %    |
| ------------------------------------------------------- | --------------------------- | ---- |
| Партія регіонів                                         | 16                          | 61,5 |
| Народна партія                                          | 4                           | 15,4 |
| Комуністична партія України                             | 3                           | 11,5 |
| Політична партія Всеукраїнське об'єднання «Батьківщина» | 3                           | 11,5 |

#### За округами
| № округу                                                | Прізвище, ім'я, по батькові       | Дата визнання обраним | Освіта           | Партійна приналежність                        | Відомості про обраного депутата                                                               |
| ------------------------------------------------------- | --------------------------------- | --------------------- | ---------------- | --------------------------------------------- | --------------------------------------------------------------------------------------------- |
| Комуністична партія України                             |                                   |                       |                  |                                               |                                                                                               |
| 6                                                       | Ілляшенко Валентин Олексійович    | 05.11.2010            | середня          | позапартійний                                 | ЧП «Бабенко» в Дубов'язівці, слюсар                                                           |
| 10                                                      | Волобуєва Валентина Василівна     | 05.11.2010            | середня          | позапартійна                                  | тимчасово не працює                                                                           |
| 15                                                      | Боровиков Валерій Прохорович      | 05.11.2010            | середня          | позапартійний                                 | пенсіонер                                                                                     |
| Народна Партія                                          |                                   |                       |                  |                                               |                                                                                               |
| 2                                                       | Повидиш Валерій Михайлович        | 05.11.2010            | вища             | член Народної партії                          | ТОВ «Дубов'язівський Елеватор», змінний майстер                                               |
| 21                                                      | Гутян Григорій Андрійович         | 05.11.2010            | середня          | член Народної партії                          | ТОВ «Агро продукт», головний механік                                                          |
| 23                                                      | Бочкун Григорій Федорович         | 05.11.2010            | середня          | позапартійний                                 | ТОВ «Ранок — Гамаліївка», головний енергетик                                                  |
| 24                                                      | Москалець Олександр Володимирович | 05.11.2010            | середня          | позапартійний                                 | ТОВ «Ранок — Гамаліївка», водій                                                               |
| Партія регіонів                                         |                                   |                       |                  |                                               |                                                                                               |
| 1                                                       | Кирічок Ганна Олексіївна          | 05.11.2010            | вища             | позапартійна                                  | ПП «Хлібзавод Дубов'язівський», технолог                                                      |
| 3                                                       | Діденко Ганна Григорівна          | 11.01.2011            | середня          | позапартійна                                  | тимчасово не працює                                                                           |
| 4                                                       | Пономаренко Інна Миколаївна       | 05.11.2010            | середня          | член Партії регіонів                          | ПП «Хлібзавод Дубов'язівський», бухгалтер — касир                                             |
| 5                                                       | Руденко Марина Валеріївна         | 05.11.2010            | середня          | позапартійна                                  | Дубов'язівська селищна рада, спеціаліст                                                       |
| 7                                                       | Шадорін Олександр Володимирович   | 05.11.2010            | незакінчена вища | позапартійний                                 | ДП Дубов'язівський спиртзавод, інженер                                                        |
| 8                                                       | Петренко Марія Федорівна          | 05.11.2010            | середня          | позапартійна                                  | тимчасово не працює                                                                           |
| 9                                                       | Воловйова Валентина Борисівна     | 05.11.2010            | вища             | позапартійна                                  | Дубов'язівський дошкільний навчальний заклад «Сонечко», завідувачка                           |
| 14                                                      | Анцибор Світлана Олексіївна       | 05.11.2010            | середня          | позапартійна                                  | Дубов'язівський дошкільний навчальний заклад «Сонечко», завгосп                               |
| 16                                                      | Гребенько Віктор Миколайович      | 05.11.2010            | середня          | позапартійний                                 | ПП «Хлібзавод Дубов'язівський», головний інженер                                              |
| 17                                                      | Рудиця Іван Григорович            | 05.11.2010            | вища             | позапартійний                                 | Сім'янівський Будинок культури, директор                                                      |
| 18                                                      | Василенко Світлана Іванівна       | 05.11.2010            | середня          | позапартійна                                  | Дубов'язівська селищна рада, спеціаліст землевпорядник                                        |
| 19                                                      | Романчук Руслан Іванович          | 05.11.2010            | середня          | позапартійний                                 | Сім"яновський фельдшерсько-акушерський пункт, фельдшер                                        |
| 20                                                      | Скрипочка Людмила Олексіївна      | 05.11.2010            | середня          | член Партії регіонів                          | Дубов'язівська селищна рада, секретар                                                         |
| 22                                                      | Масько Юрій Володимирович         | 05.11.2010            | середня          | позапартійний                                 | Коханівський фельдшерський пункт, завідувач                                                   |
| 25                                                      | Іващенко Лариса Анатоліївна       | 05.11.2010            | середня          | позапартійна                                  | тимчасово не працює                                                                           |
| 26                                                      | Шевченко Євдокія Петрівна         | 05.11.2010            | вища             | позапартійна                                  | тимчасово не працює                                                                           |
| Політична партія Всеукраїнське об'єднання «Батьківщина» |                                   |                       |                  |                                               |                                                                                               |
| 11                                                      | Стеценко Віктор Сергійович        | 05.11.2010            | вища             | член Всеукраїнського об'єднання «Батьківщина» | Конотопська районна дитячо-юнацька спортивна школа, тренер                                    |
| 12                                                      | Ретюнська Надія Петрівна          | 05.11.2010            | середня          | член Всеукраїнського об'єднання «Батьківщина» | пенсіонер                                                                                     |
| 13                                                      | Кайнара Микола Анатолійович       | 05.11.2010            | середня          | член Всеукраїнського об'єднання «Батьківщина» | Дубов'язівська амбулаторія загальної практики — сімейної медицини, фельдшер медичної допомоги |